# Ricardo Castro Herrera
Ricardo Castro Herrera   (Estat de Durango, 7 de febrer de 1864 - Ciutat de Mèxic, 28 de novembre de 1907) fou un compositor i pianista mexicà
Als sis anys ja tocava el piano i als vuit ja havia compost alguns ballables els quals es popularitzaren en la seva ciutat natal. Als setze anys havia acabat els estudis i poc temps després emprengué un viatge als Estats Units on donà alguns concerts. El 1902 visità els conservatoris de Londres, París i Berlín i donà, diversos concerts en la capital francesa. L'1 de gener de 1907 fou nomenat director del Conservatori Nacional de Música i Declamació del seu país, on tingué entre altres alumnes en Rafael J. Tello, i jove encara, quan podia esperar-se molt del seu talent, una pulmonia el portà al sepulcre.
A més de la seva òpera La leyenda de Rudel, que s'estrenà amb un grandiós èxit a Mèxic un any abans del seu traspàs, escriví concerts per a piano i orquestra, valsos, berceuses i moltes altres composicions de sabor clàssic.